# 巴林戈郡

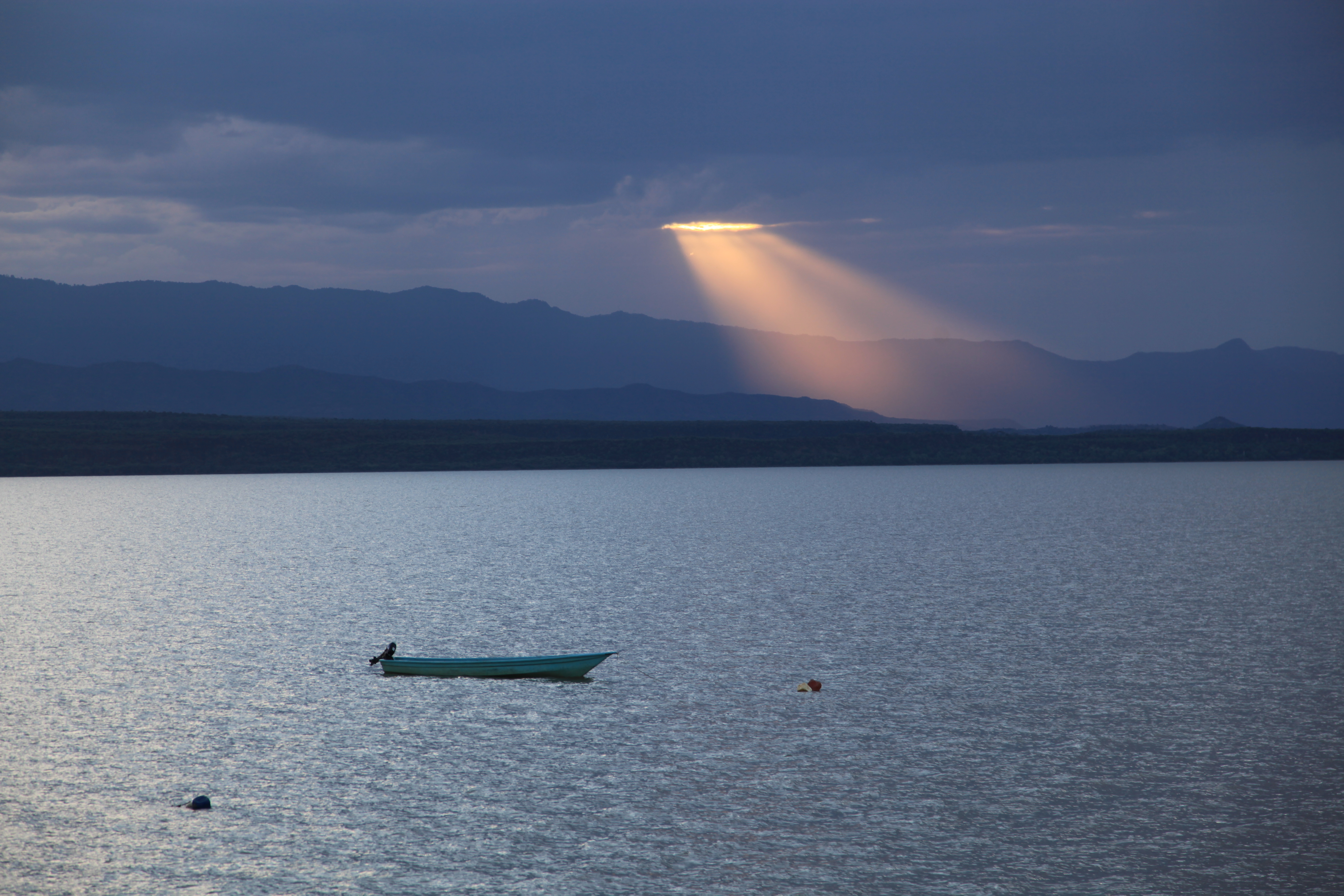

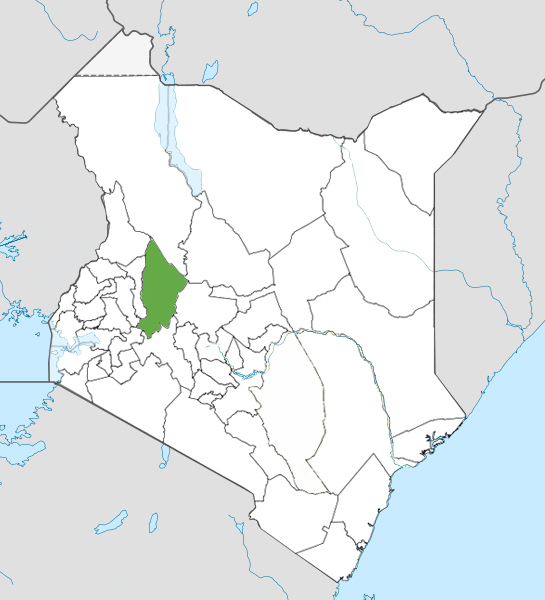

巴林戈郡，是肯尼亞的一個郡，位於該國西部，由裂谷省負責管轄，首府設於卡巴內特，始建於2013年3月4日，面積11,075.3平方公里，2009年人口555,561，人口密度每平方公里50.16人。